# Монігетті Іван Андрійович
Іван Андрійович Монігетті (нар. 3 серпня 1948) — російський віолончеліст.
Закінчив Московську консерваторію, учень Мстислава Ростроповича. У 1974 році удостоєний другої премії на Міжнародному конкурсі імені П. І. Чайковського.
Монігетті відомий своєю постійним співпрацею з сучасними композиторами. Зокрема, для нього написані і їм вперше виконані Варіації на тему Гайдна для віолончелі з оркестром Едісона Денисова (1982), Соната для віолончелі та фортепіано Валентина Сильвестрова (1983), «A kaleidoscope for M.C.E.» Павла Шиманьського (1989), Концерт для віолончелі з оркестром Франгіз Алізаде (2002), твори Олександра Кнайфеля, Бориса Тищенка, Кшиштофа Меєра та ін; поряд зі своїм вчителем Ростроповичем Монігетті був першим виконавцем Концерту № 2 для віолончелі з оркестром Кшиштофа Пендерецького. З іншого боку, Монігетті виконує твори Луїджі Боккеріні і Йозефа Гайдна, тяжіючи до аутентичного трактування.
В останні роки Монігетті живе переважно в Швейцарії, де викладає в Базельської музичної академії.